# کنش‌پذیر (دستور زبان)
کنش‌پذیر (به انگلیسی: Patient) در زبان‌شناسی، یک شرکت‌کننده در وضعیت است که بر اساس آن یک کنش (عمل) انجام می‌گیرد، یا یک رابطه (نقش) معنایی است که این شرکت‌کننده با یک عمل دارد. گاهی «نقش» و «کنش‌پذیر» هر دو به یک چیز اشاره دارند.
به کنش‌پذیر، هدف (به انگلیسی: target) یا تحت‌عمل (به انگلیسی: undergoer) هم می‌گویند.
تفاوت مفاهیم «کنش‌پذیر» و «نقش» در آن است که: «کنش‌پذیر» یک گیرنده را توصیف می‌کند که حالت را تغییر می‌دهد: مثلاً «من ماشین را خرد کردم». درحالیکه «نقش» چیزی را توصیف می‌کند که حالت را تغییر نمی‌دهد: مثلاً «من یک ماشین دارم». با تعریف بالا «فعل حالتی» روی نقش‌ها عمل می‌کند و «فعل پویا» روی کنش‌پذیر عمل می‌کند.